# Mount Wilhelm Christophersen
Mount Wilhelm Christophersen ist ein 3389 m hoher, hügelartiger und vereister Berg in der antarktischen Ross Dependency. Im Königin-Maud-Gebirge ragt er 5 km südlich des Mount Engelstad am Rand des Polarplateaus auf und überragt die Südflanke des Axel-Heiberg-Gletschers.
Der norwegische Polarforscher Roald Amundsen entdeckte und benannte ihn 1911 bei seiner Südpolexpedition (1910–1912). Namensgeber ist der norwegische Diplomat und Politiker Wilhelm Christopher Christophersen (1832–1913), von 1908 bis 1910 Außenminister Norwegens. Verwechslungsgefahr besteht mit dem nahegelegenen Mount Don Pedro Christophersen.